# Aiguille de Leschaux
L'Aiguille de Leschaux (3.759 m s.l.m.) è una montagna del Massiccio del Monte Bianco. Si trova lungo la linea di confine tra l'Italia e la Francia e nel gruppo di Leschaux.

## Caratteristiche

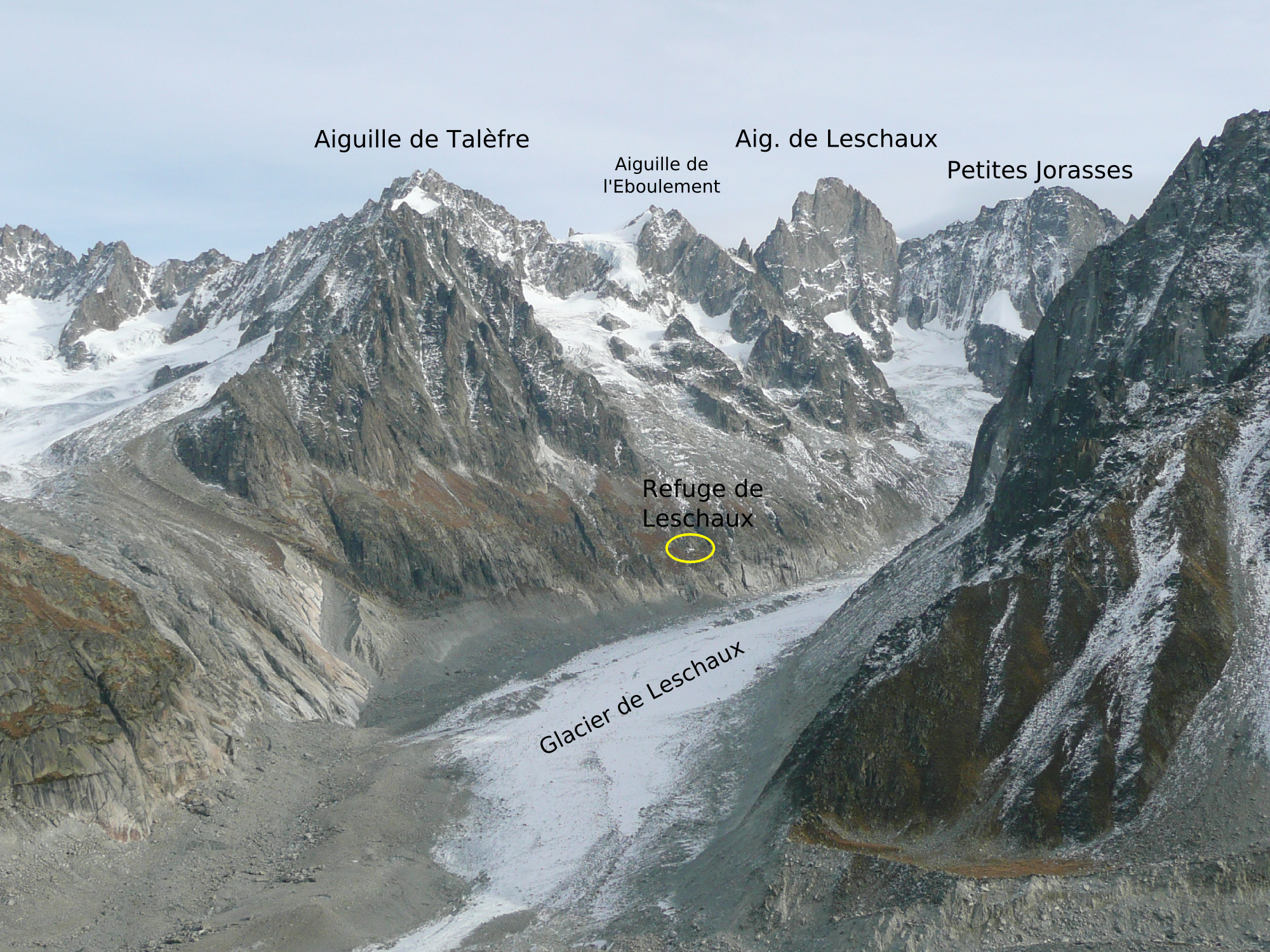
Collocazione della montagna dal versante francese.

Dal versante francese discende il Ghiacciaio di Leschaux; dal versante italiano scendono il Ghiacciaio di Frébouze ed il Ghiacciaio di Triolet.

## Prima ascensione
La prima ascensione risale al 14 luglio 1872 ad opera di J.A.Garth Marshall e Thomas Stuard Kennedy con Johann Fischer e Julien Grange risalendo il Ghiacciaio di Frébouze e la cresta est.

## Bivacchi e rifugi
Dal versante italiano si può salire sulla vetta partendo dal Bivacco di Fréboudze oppure dal Bivacco Gervasutti; dal versante francese dal Refuge de Leschaux.